# Miroslav Toman (fotbalista)
Miroslav Toman (* 1936) je bývalý český fotbalový obránce. Věnoval se také skoku do výšky.

## Hráčská kariéra
V československé nejvyšší soutěži hrál za Jiskru Otrokovice v ročníku 1964/65 při její jediné účasti, aniž by skóroval. Za Otrokovice nastupoval také ve II. lize.

### Prvoligová bilance
| Ročník          | Zápasy | Góly | Minuty | Klub                 |
| --------------- | ------ | ---- | ------ | -------------------- |
| I. liga 1964/65 | 24     | 0    | 2 133  | TJ Jiskra Otrokovice |
| CELKEM I. LIGA  | 24     | 0    | 2 133  |                      |